# Бомбардировка Олау
Бомбардировка Олау (пол. Bombardowanie Ohlau) — бомбардировка 2 сентября 1939 года фабрики в городе Олау (Третий Рейх) польскими воздушными силами в ходе Сентябрьской войны. Первый бомбовой удар по территории Третьего Рейха в ходе Второй мировой войны.
21 линейная эскадра Воздушных сил Польши была отмобилизована 24-26 августа 1939 года на аэродроме Раковице. 27 августа 1939 года эскадра перелетела на аэродром Садкув. В послеобеденное время 30 августа эскадра была передислоцирована на аэродром Всола, в рамках маскировки польской авиации от возможного нападения немцев.
31 августа эскадра переименована в 21 бомбардировочную эскадру и подчинена командованию Бомбардировочной бригады. Входила в состав II лёгкого бомбардировочного дивизиона. На 1 сентября 1939 года в составе эскадры было 10 самолётов PZL.23 Karaś, 1 самолёт Fokker F.VIIB/3m и 1 самолёт RWD-8. Командовал эскадрой капитан Ян Бучма.
1 сентября 1939 года, после начала войны, люфтваффе нанесло бомбовые удары по многим польским городам. 21 эскадра в этот день боевых вылетов не совершала.
2 сентября, в 3:00 утра, был получен приказ на разведку силами двух самолётов PZL.23 Karaś шоссе Ченстохова-Люблинец-Опельн-Гроссе Стрелиц. На каждый самолёт было загружено по 8 бомб суммарной массы в 400 килограмм. Первый самолёт (поручик Томаш Каспшик, плютюновый Стефан Вуйцик и капрал Анджей Квецень) обнаружив на шоссе движение немецкой колоны в направлении на Ченстохову и Радомско, нанесла по ней бомбовый удар.
Второй самолёт (подхорунжий Стефан Гембицкий, плютюновый Вацлав Бужилко и капрал Теофил Гара), не принимавший участия в бомбардировке колоны на шоссе, попал под обстрел немецкой зенитной артиллерии и пересёк польско-немецкую границу, направляясь в сторону города Олау. В Олау была произведена бомбардировка химической фабрики, в результате чего фабрика получила серьёзный ущерб.
Это был первый бомбовый удар по территории Третьего Рейха во Второй мировой войне. Польский самолёт вернулся на свой аэродром.